# Rambo: Poslední krev
Rambo: Poslední krev (v originále Rambo: Last Blood) je americký akční film z roku 2019, který režíroval Adrian Grünberg. Scénář napsali společně Matthew Cirulnick a Sylvester Stallone podle příběhu Dana Gordona a Stalloneho a vychází z postavy Johna Ramba, kterou vytvořil spisovatel David Morrell pro svůj román Rambo: První krev. Film je pokračováním snímku Rambo: Do pekla a zpět (2008) a pátým dílem filmové série o Johnu Rambovi. Stallone v něm hraje roli Ramba spolu s Paz Vegou, Sergiem Peris-Menchetou, Adrianou Barrazou, Yvette Monreal, Genie Kim alias Yenah Han, Joaquínem Cosiem a Óscarem Jaenadou. Ve filmu se Rambo vydává do Mexika, aby zachránil svou adoptivní neteř, která byla unesena mexickým kartelem a nucena k prostituci.
Plány na pátý film byly ohlašovány průběžně od roku 2008, kdy byly rozpracovány a zrušeny různé iterace. Film byl nakonec oznámen v květnu 2018 a k režii byl přizván Grünberg. Hlavní natáčení začalo v říjnu 2018 v Bulharsku a Španělsku a skončilo v prosinci 2018, další natáčení proběhlo v květnu 2019. K hudbě k filmu se vrátil Brian Tyler.
Film byl uveden do kin 20. září 2019 a dočkal se negativních recenzí od kritiků, kteří chválili akční sekvence a Stalloneho výkon, ale kritizovali scénář, grafické násilí a obvinění z rasistických a xenofobních postojů vůči Mexiku. Film celosvětově vydělal 91,5 milionu dolarů při produkčním rozpočtu 50 milionů dolarů a nákladech na tisk a reklamu 30 milionů dolarů.

## Děj
11 let po událostech v Barmě žije John Rambo na ranči v Arizoně, který zdědil po otci. Spolu s ním ho spravují jeho přítelkyně Maria a její vnučka Gabriela. Když se Gabriela dozví, kde žije její otec Manuel, i přes Ramba a Mariina varování odjíždí do Mexika. Tam ji kamarádka Gizelle zavede za otcem, který jí hrubě odmítne. Poté ji vezme do klubu, kde je Gabriela unesena drogovým kartelem.
Rambo se vydá do Mexika, kde zjišťuje, že Gabriela byla unesena kartelovými bratry Hugem a Victorem Martínezy. Při pokusu o záchranu je Rambo brutálně zbit. Zachrání ho novinářka Carmen, která pátrá po kartelu kvůli vraždě své sestry. Rambo najde zfetovanou Gabrielu v nevěstinci a odváží ji domů, ale po cestě umírá na předávkování.
Rambo pošle Mariu pryč, ranč promění v past a vydává se zabít Victora, kterému uřízne hlavu. Když Hugo dorazí s ozbrojenými muži, Rambo je v sérii pastí zabije a Hugovi vyřízne srdce. Vyčerpaný Rambo sedí na verandě a slibuje, že bude dál bojovat a ctít památku svých blízkých. Na konci odjíždí na koni do neznáma.

## Obsazení
- Sylvester Stallone jako John Rambo
- Paz Vega jako Carmen Delgado
- Sergio Peris-Mencheta jako Hugo Martinez
- Adriana Barraza jako Maria Beltran
- Yvette Monreal jako Gabriela Beltranová
- Genie Kim alias Yenah Han jako barmanka
- Joaquín Cosío jako Don Manuel
- Pascacio Lopez jako „El Flaco“
- Óscar Jaenada jako Victor Martinez
- Fenessa Pineda jako Gizelle
- Marco de la O jako Manuel
- Rick Zingale jako Don Miguel
- Manuel Uriza jako Dr. Sergio
- Mirka Prieto jako Lola / Laura
- Sheila Shah jako Alejandra
- Jessica Madsen jako Becky